# وپری
وپری (به انگلیسی: Vepery) یک منطقهٔ مسکونی در هند است که در تامیل نادو واقع شده‌است.